# Ammobates robustus
Ammobates robustus är en biart som beskrevs av Heinrich Friese 1896. Ammobates robustus ingår i släktet Ammobates och familjen långtungebin. Inga underarter finns listade i Catalogue of Life.